# Bernard Barillot
Pour les articles homonymes, voir Barrillot.
Bernard Barillot, né le 4 octobre 1949 à Carcassonne (Aude), est un peintre et calligraphe français.

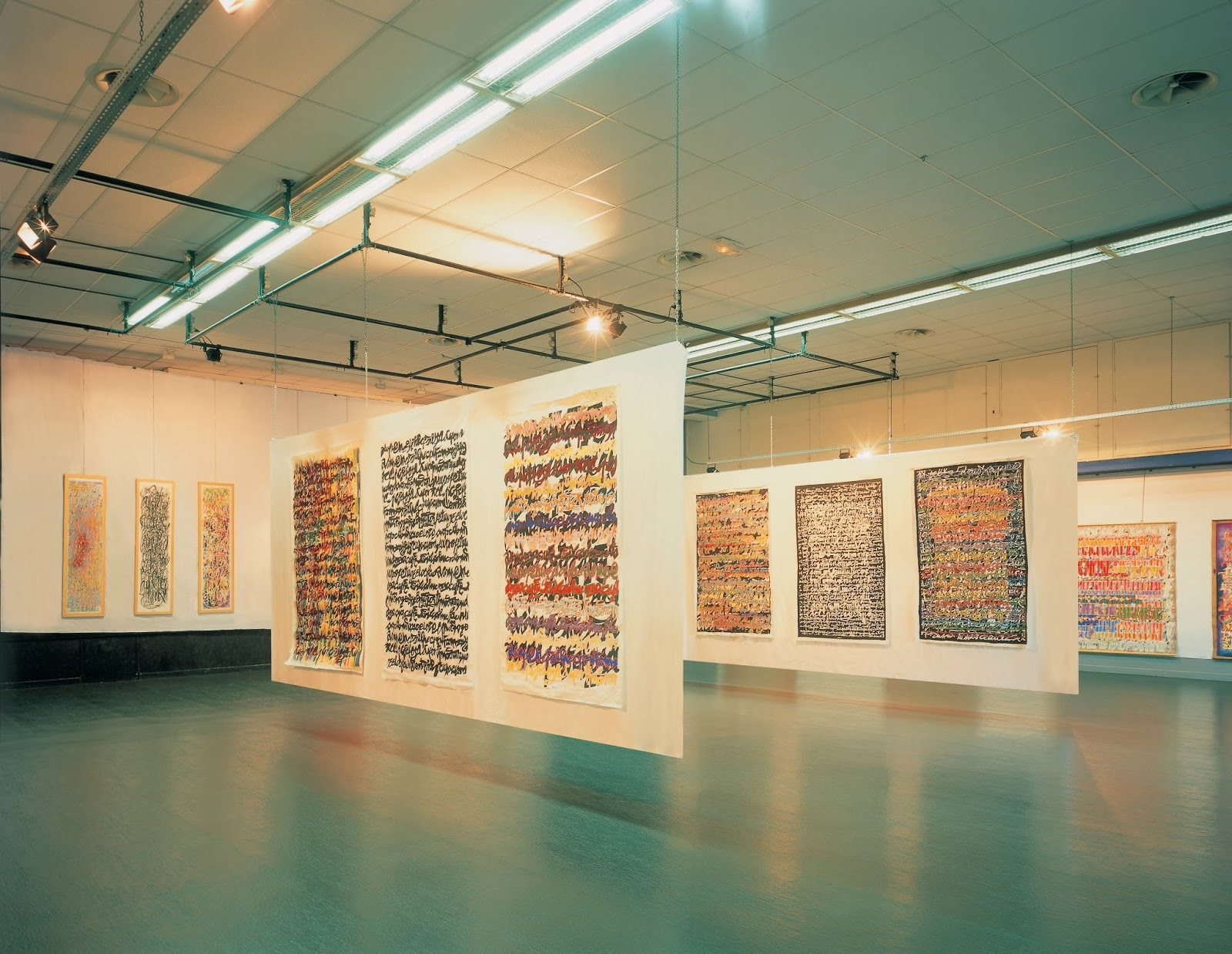
Bernard Barillot

## Biographie
Après des études secondaires à Carcassonne, il entre à l’école supérieure des beaux-arts de Toulouse en septembre 1967. Il y suit l’enseignement de Claude Chaigneau, de Jacques Fauché, et fréquente l’atelier de lithographie et de sérigraphie de Michel Goedgebuer. Il termine ses études en 1974 et obtient le « grand prix de la ville de Toulouse ».
Après de nombreuses recherches, Bernard Barillot s’emploiera à lier écriture, calligraphie et peinture. Le signe, la lettre et le graphe deviendront pratiquement obsessionnels pour lui. « Le dessin silencieux et mystérieux des signes et leur puissance d’évocation graphique, attirent et captivent l’attention par les moyens de la sensibilité. L’espace plan en véhicule l’image lentement, avec toute la fragilité du temps qui passe », écrit Bernard Barillot dans son livre d’artiste le chant du signe.
Dès sa sortie de l’école des beaux-arts, Bernard Barillot multiplie les expositions d’abord en France puis à l’étranger. En 1984, Barillot participe à l’exposition « l’abstraction au carré », sur le Larzac, avec Pierre Soulages, André Marfaing, Charles Pierre Bru, Albert Ayme, Jacques Fauché, etc.     
À Marrakech, au mois d’avril 1999, il est invité en résidence avec Kodama Maria Borges. Suit la création d’un premier ouvrage l’écriture hors limites.

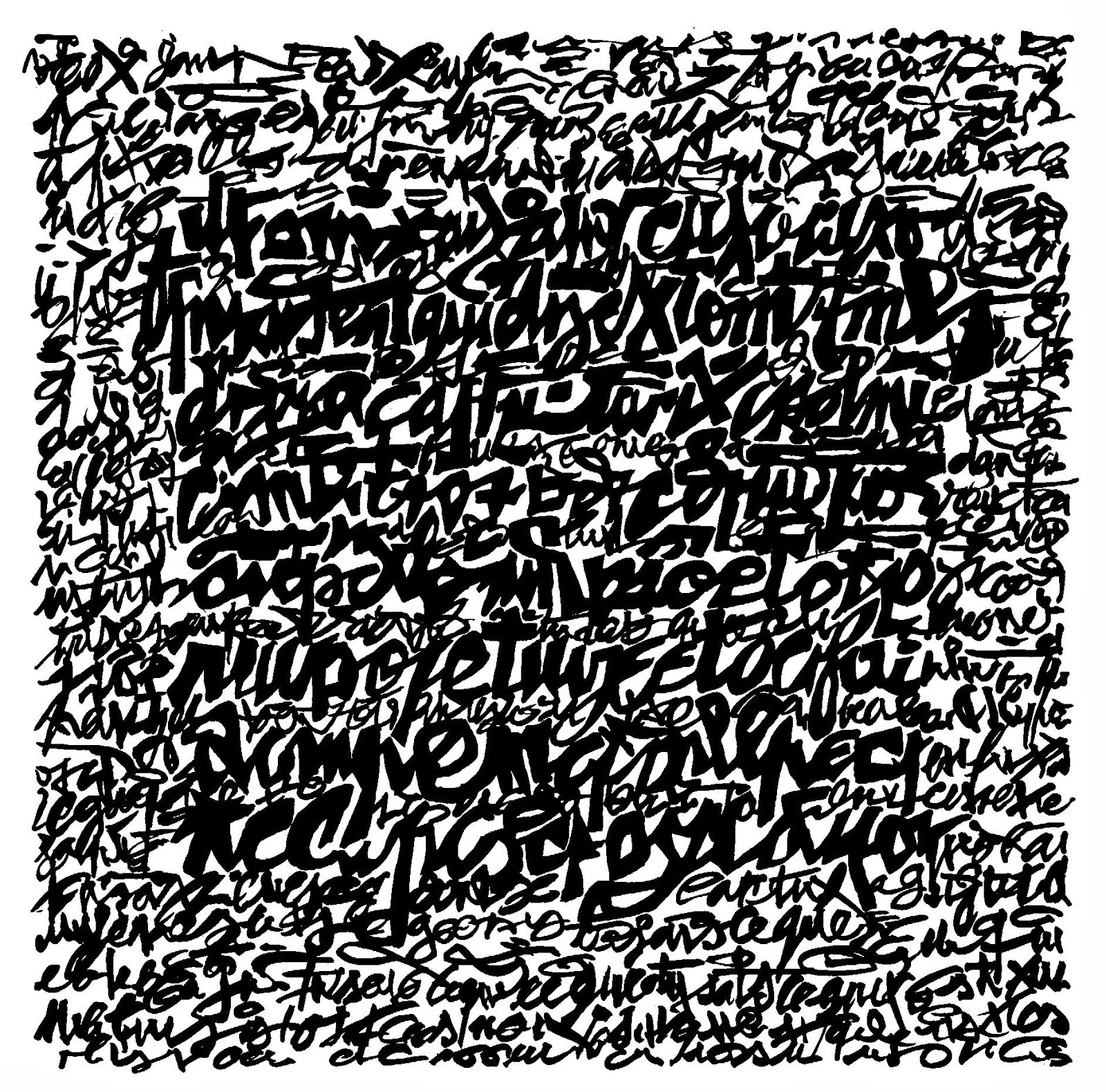
Encre de Chine sur papier

Pastel

En 1999, il est l’artiste invité du salon du livre de Bordeaux. À cette occasion, le critique d’art Jean-Luc Chalumeau donne une conférence au CAPC. Celui-ci vient de préfacer un catalogue sur son travail, « Bernard Barillot le devenir de l’œuvre ». Deux autres ouvrages suivront, le premier préfacé par le critique d’art Gérard-Georges Lemaire. Le suivant sera un livre d’artiste intitulé « le chant du signe », imprimé entièrement en sérigraphie en 18 couleurs, avec un poème de Serge Pey écrit pour l’artiste « L’écriture qui ne se lit pas ».
Plusieurs autres écrivains, artistes, journalistes, rédigerons des textes qui accompagnerons ses œuvres, Marie Didier, Jean Pierre Mader, Eric Carrière, Hélène Ling, Alain Monnier, Marie Paule Peyronnet. Tout début juin 2002, Bernard Barillot rencontre et présente son travail à Pierre Restany rue Campagne Première à Paris, le critique d’art souhaite suivre sa démarche qu’il trouve intéressante[réf. nécessaire].
Malheureusement une deuxième rencontre n’aura pas lieu, Pierre Restany décède pratiquement un an après jour pour jour. Très touché par tous ces textes, l’artiste les rassemblera entourés de reproductions de quelques-unes de ses œuvres de différents formats, aquarelles, pastels, acryliques, dans un catalogue raisonné donc la parution aura lieu au printemps 2019.  
Bernard Barillot montre régulièrement son travail à San Francisco, aux États-Unis.

## Principales manifestations
- 1974 : Galerie DALBA2 à Toulouse
- 1978 : Centre culturel de la ville de Toulouse
- 1979 : Musée des Beaux arts de Pau
- 1984 : L’abstraction au carré. 16e Mostra du Larzac
- 1995 : Centre culturel saint Jérôme à Toulouse
- 1995 : Galerie Simone BOUDET à Toulouse
- 1997 : Galerie Simone BOUDET à Toulouse
- 1999 : Musée de Marrakech
- 1999 : Salon du livre de Bordeaux
- 1999 : CIAM Université de Toulouse le Mirail
- 2001 : Musée André ABBAL à Carbonne[2]
- 2001 : Détours’s  01, XII exposition internationale d’art contemporain de Pau
- 2001 : Librairie ombres blanches à Toulouse
- 2006 : Abbaye de Beaulieu à Ginals
- 2007 : Église Saint-Étienne à Beaugency
- 2009 : Galerie Tiny FACTORY à Toulouse[3]
- 2013 : Espace 3 à Sarlat-la-Canéda
- 2013 : Galerie Tiny FACTORY[3] à Toulouse
- 2014 : Société d’Avocats[4] à Paris
- 2014 : Galerie Tiny FACTORY[3] à Toulouse
- 2015 : Calligraphie pour le Lycée Stéphane Hessel[5] à Toulouse
- 2016 : Institut Catholique de Toulouse

## Compléments bibliographiques
- Philippe Comte, OPUS international
- Marc Herisse, La gazette de l’hôtel Drouot
- Serge Pey,  poème : L’écriture qui ne se lit pas
- Jean-Luc Chalumeau : Bernard BARILLOT : Le devenir de l’œuvre
- Gérard-Georges Lemaire, Verso arts et lettres
- Gérard-Georges Lemaire, Revista[6]
- Marie-Paule Peronnet, Arts et Métiers du livre
- Marie Didier : A Bernard Barillot
- Alain Monnier : A Bernard Barillot
- Jean Pierre Mader : Pour Bernard Barillot
- Catherine Hubert : pour le magazine Flashebdo
- Eric Carriere : pour Bernard Barillot
- Madeleine Plaut, Acteurs graphiques
- Bernard Lescure,  La dépêche du midi[7]
- Lorraine Bole Du Chaumon : Visible
- Jean-Luc Chalumeau, visuelimage[8]